# Richland (Missouri)
Richland è un comune degli Stati Uniti d'America, situato nello Stato del Missouri, diviso tra la contea di Pulaski, la contea di Camden e la contea di Laclede.